# مقاطعة رونلز (تكساس)
مقاطعة رونلز (بالإنجليزية: Runnels  County)‏ هي إحدى المقاطعات في ولاية تكساس، الولايات المتحدة الأمريكية.

## أعلام
- ويلارد روبرتسون